# پیلتون، سامرست
پیلتون (به انگلیسی: Pilton) یک روستا و محله مدنی در بریتانیا است که در مندیپ واقع شده‌است. پیلتون ۹۹۸ نفر جمعیت دارد.